# Wojciech Ryszkowski
Wojciech Ryszkowski (ur. 17 września 1949) – polski dr hab., profesor nauk o kulturze fizycznej, specjalista w zakresie organizacji i zarządzania, marketingu, prakseologii, kompetencji menedżerskich i projektowania systemów w kulturze fizycznej. 

## Kariera naukowa
W przeszłości pracował i pełnił funkcje:
- Polskie Towarzystwo Naukowe Kultury Fizycznej - Prezes Zarządu
- Wyższa Szkoła - Edukacja w Sporcie w Warszawie - Rektor, prof. wykładowca
- AWF Warszawa, Instytut Turystyki i Rekreacji, Zakład Zarządzania i Marketingu - kierownik zakładu, prof. AWF
- Wyższa Szkoła Turystyki i Rekreacji im. Mieczysława Orłowicza w Warszawie - prof. wykładowca
- Wyższa Szkoła Wychowania Fizycznego i Turystyki w Białymstoku - prof. wykładowca
- Wyższa Szkoła Turystyki i Języków Obcych w Warszawie - prof. wykładowca

## Życie prywatne
Miał żonę Ewę i dwoje dzieci: Macieja i Aleksandrę. Żona Ewa zginęła w wypadku samochodowym w czasie Świąt Wielkanocnych 2008.